# Hector William Munro
Hector William Munro (* 20. Januar 1769; † 3. Januar 1821 in Bath) war ein britischer Militär und Kolonialbeamter. Von 1811 bis 1813 war er Gouverneur der britischen Kolonie Trinidad.

## Leben
Hector William Munro wurde als zweiter Sohn des Chirurgen George Munro, 2. Laird of Auchinbowie, geboren. Seine Familie gehört zu einer Nebenlinie des schottischen Clan Munro.
Munro trat im August 1778 als Ensign des 51st Regiment of Foot in die British Army ein. er stieg im Februar 1780 zum Lieutenant und im März 1788 zum Captain auf. Im September 1789 wechselte er zum 42nd (Royal Highland) Regiment of Foot und wurde im September 1796 zum Major befördert. Im Oktober 1795 wurde er zum Lieutenant-Colonel der Caithness Legion of Fencible Men und im Januar 1801 zu deren Colonel befördert. Während der Koalitionskriege nahm er an den Kämpfen in Flandern und bei der Eroberung von Menorca (1798) teil. Im März 1804 wurde er zum Major-General befördert. 1808 wurde er mit der Verantwortung für mehrere Regimenter auf verschiedenen Westindischen Inseln betraut.
Am 27. September 1811 wurde Munro zum Gouverneur Trinidads ernannt. Er wurde Nachfolger von Thomas Hislop, der sich gegen Ende seiner Amtszeit mehr auf seine militärische Karriere konzentriert und erfolgreich an Seeoperationen gegen Frankreich, die Invasion von Martinique im Februar 1809 und die Invasion von Guadeloupe im Februar 1810, teilgenommen hatte und 1811 krankheitsbedingt abdankte. Hislop, mehr Militär als Zivilverwalter, hatte sich mit der Beschneidung der Rechte der Zivilverwaltung der Insel zahlreiche Feinde geschaffen, entsprechend hoch waren die Erwartungen an Munro. Dessen Amtszeit war geprägt durch zwei Ereignisse auf der Weltbühne, die sich unmittelbar auf Trinidad auswirkten. In Venezuela, nur wenige Kilometer von Trinidad entfernt, tobte der Kampf um die Unabhängigkeit; knapp drei Monate zuvor war die Erste Republik ausgerufen worden. In Europa verbündete sich Großbritannien, in Dauerfehde mit Napoleons Frankreich befindlich, anlässlich der französischen Besetzung Spaniens temporär mit dem Erzfeind Spanien. Für Trinidad, das erst Monate später von der neuen Konstellation erfuhr, änderte sich die Situation schlagartig: Die Bedrohung durch Spanien verschwand, aber die Auseinandersetzungen im Inneren des wichtigsten trinidadischen Handelspartners lähmten die Wirtschaft. Im August 1812 kulminierte die Situation, als sich die trinidadische Kaufmannschaft mit einem Memorandum an Munro wandte und den Schutz ihrer Interessen forderte. Munro saß den Konflikt aus, und einige Monate später entspannte sich die Situation von selbst, da Spanien in Venezuela temporär die Oberhand gewann. In der ersten Januarwoche ereilte Munro ein weiteres Ereignis des venezolanischen Unabhängigkeitskrieges: Auf der trinidadischen Insel Chacachacare sammelte und bewaffnete der von Margarita stammende Santiago Mariño Carige Fitzgerald, der in der trinidadischen Miliz gedient hatte und dessen Familie eine Baumwollplantage auf Chacachacare besaß, 44 Anhänger und nahm mit ihnen die auf dem gegenüberliegenden Festland befindliche, venezolanische Stadt Güiria ein, woraufhin sich seine Truppe durch revolutionär gesinnte Zuläufer schlagartig auf 5000 Mann vergrößerte, das strategisch wichtige Maturín einnahm und einen der beiden militärischen Verbände bildete, die zur Zweiten Republik führten. Munro erfuhr erst unmittelbar nach Mariños Abreise von dessen Plänen und konnte sie nicht mehr verhindern; als nachträgliche Maßnahme ließ er das Kriegsrecht ausrufen und gründete einen Untersuchungsausschuss, außerdem konfiszierte er den Besitz aller ihm bekannten Teilnehmer an Mariños Feldzug.
Am 4. Juni 1813 wurde er zum Lieutenant-General befördert. Das Amt des Gouverneurs von Trinidad hatte er bis zum 14. Juni 1813 inne; sein Nachfolger wurde Ralph Woodford. Dieser wird heute für den grundlegenden Neuaufbau der Stadt Port of Spain nach dem Großen Feuer von 1808 gewürdigt, eine Aufgabe, die während Munros Amtszeit diesem unterlag, aber nicht in Angriff genommen wurde.
Munro war seit Januar 1796 mit Philadelphia Bower of Edmondsham verheiratet, Tochter und Erbin einer südenglischen Landadelsfamilie. Durch seine Gattin erbte er das Gut Edmondsham in Dorset und trug seitdem den Besitztitel „1st (Lord) of Edmondsham“. Das Paar hatte drei Söhne und vier Töchter.